# Wakefieldi csata
A wakefieldi csata 1460. december 30-án zajlott le az angliai Wakefield közelében. Az összecsapás része volt a York-ház és a Lancaster-dinasztia között a trónért zajló rózsák háborújának. A csata a Lancaster-házi csapatok győzelmével végződött, és a Yorkiak elvesztették vezérüket, Richárd herceget.

## Politikai előzmények

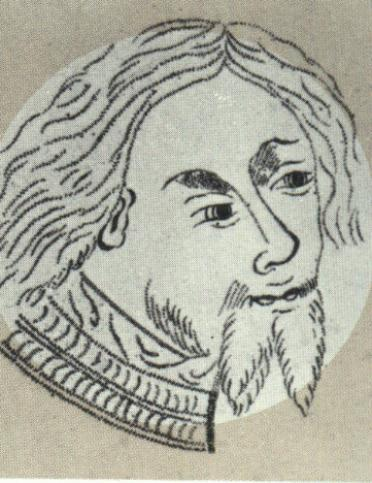
A csatatéren elesett Plantagenet Richárd yorki herceg portréja

Az 1455. május 22-én lezajlott első Saint Albans-i csata óta, amelyben a yorki sereg legyőzte a király csapatait, és magát az uralkodót, VI. Henriket is foglyul ejtették, ismét megerősödött a Lancaster-ház hatalma. A wakefieldi ütközetet megelőző időszakban a York-pártiak az ország déli és keleti vidékeit tartották ellenőrzésük alatt, a király hívei így szabadon szervezhették seregüket északon.
Richárd szeptember első hetében Chesterbe hajózott, ahol támogatóival tudatta, hogy igényt tart a koronára. Ezután a walesi határvidéken és Közép-Anglia nyugati grófságain haladt keresztül, és összegyűjtötte a híveit. Terveit azonban nem támogatták egyöntetűen a főurak, és a parlament sem fosztotta meg trónjától VI. Henriket. A yorki hercegnek csak annyit sikerült elérnie, hogy ígéretet kapott, ha a király meghal, ő vagy örökösei foglalhatják el a trónt.
Ez a dekrétum, amely 1460. október 24-én született, alapot adott VI. Henrik feleségének, Anjou Margitnak, hogy újrakezdje a polgárháborút fia jussáért. Az ősz során egyre többen csatlakoztak a Lancaster-pártiakhoz, köztük Jasper Tudor, Pembroke grófja. Margit Skóciába hajózott, hogy segítséget kérjen. Sereget gyűjtött Somerset hercege és Devon grófja.

## Hadmozdulatok
Az összecsapások nyitánya a yorki herceg és az őt támogató Neville-ek északi birtokainak feldúlása volt. November végén Somerset és Devon észak felé indult, hogy csatlakozzon Anjou Margithoz. Áthaladtak több jelentős településen, köztük Bath-on, Cirencesteren, Eveshamon és Coventryn.
1460. december 8-án a York-párti csapatok, mintegy hatezer emberrel, elindultak Londonból észak felé. A parancsnok a trónkövetelő Richárd és Salisbury grófja volt. Worksopnál az Andrew Trollope vezette csapatok lecsaptak a yorki előőrsre, de komolyabb veszteséget nem okoztak.
A York-párti sereg december 21-én érkezett meg a sandali várba és a szomszédos Wakefildbe. A Lancaster-sereg a közelben, Pontefractban táborozott.

## A csata
A fennmaradt adatokból úgy tűnik, Richárd a várban akarta tölteni a telet, abban bízva, hogy a tél folyamán megérkezik az erősítés. Katonái árkokat ástak, lőfegyvereket vittek a falakra, javították a védelmi rendszert. Nem tudni pontosan, miért, de a herceg és csapata december 30-án elhagyta a biztonságos várat, és összecsapott a túlerőben lévő Lancaster-párti sereggel. Arra, hogy miért hagyták el a falak oltalmát, több magyarázat is született.
- Jean de Wavrin 1460-as évekből származó krónikája szerint Andrew Trollope négyszáz katonára a Lancaster-párti Richard Neville, Warwick grófjának címerével díszített ruhát adatott, akiket a várvédők bebocsátottak az erődbe. Másnap újabb, hasonló öltözetű férfiak jelentek meg a vár előtt, akik azt állították, hogy a felmentő sereghez tartoznak. Richárd herceg ebből úgy gondolta, hogy elegen vannak már az ütközethez, és kilovagolt csapatával. Ekkor a Lancaster-sereg három oldalról támadt rá.[3]
- Egy ismeretlen, de York-párti szerző kevéssel a csata után azt írta, hogy a Neville-család egyik tagja, Westmorland grófjának testvére csapta be Richárdot azzal az ígérettel, hogy csapatokat toboroz neki. Az embereket azonban a lancasteri táborba vezette.[3]
- Egy mai elképzelés szerint az is elképzelhető, hogy saját fosztogató csapatai tértek vissza a várba, megpakolva takarmánnyal és élelemmel. Amikor a herceg látta, hogy a Lancaster-párti katonák rájuk támadnak, kilovagolt a várból a védelmükre.[4]
- Egy másik felvetés szerint a csatamezőre a Lancaster-seregnek csak egy része állt fel, a többi elbújt a környező erdőkben. Emiatt York hercege rosszul mérte fel az erőviszonyokat.[5]

A várból előbújó York-erőket két oldalról is megtámadták, és lassan körbevették a Lancaster-párti csapatok. A herceg ekkor felszólította 17 éves másodszülött fiát, Edmundot, Rutland grófját, hogy meneküljön el, de a fiút szinte azonnal leszúrták a hídon. Lord Clifford emberei elvágták a visszavonulás útját, és Richárd yorki herceg elesett a csatatéren.

## Következmények
A csatában nemcsak a York-párti sereg szenvedett megsemmisítő vereséget, de meghalt a dinasztia és szövetségeseinek legfőbb vezetője, Richárd herceg és fia, Edmund, Rutland grófja is. A 17 éves Edmundot John Clifford, Clifford bárója ölte meg a wakefieldi hídon. Elpusztult a nagy hatalmú főurak közül még Sir Thomas Neville, Sir Thomas Harrington és Sir Thomas Parr. A Neville-család feljegyzései szerint összesen kétezren haltak meg közülük. Másnap kivégezték Salisbury grófját. A halottak fejét közszemlére tették, Richárd herceg fejére, utalva trónigényére, papírkoronát helyeztek. A legfőbb következmény azonban az volt, hogy a csata után szabad volt az út Anjou Margit és serege előtt London felé.

## Az irodalomban
- William Shakespeare VI. Henrik című drámájában (első felvonás, harmadik szín) szerepel a csata leírása. Az alább következő rész Margit királyné szájából hangzik el, miközben papírkoronát tesz Richárd fejére: "Megkoronázva tud csak szólni York/Koronát! s urak ti, mély bókot neki! / Fejére tészem, tartsátok kezét. / Nini! valóban! most egész király!" (Lőrinczy Zsigmond fordítása)[7]